# A Major League Baseball díjai
Az MLB-ben, mint minden sportágban díjazzák a legjobb teljesítményeket. Mivel a játék fontos része a statisztika, ezért nem meglepő, hogy viszonylag sokféle ilyen díj létezik. Három főbb kategóriában osztanak elismeréseket: támadás, védekezés, dobóteljesítmény. Ezeken kívül a legjobb edzők is díjazásban részesülnek. A díjak odaítélésében is különböznek, van amit a csapatok szavaznak, van amit az újságírók, szakemberek és van olyan is amit a nézők szavazatai alapján ítélnek oda.

## Szezon legjobbjai díjak
- MVP (Most Valuable Player) A szezon legértékesebb játékosának járó díj. Ligánként ítélik oda, van Nemzeti Liga MVP és Amerikai Liga MVP. Legtöbbször MVP díjat Barry Bonds kapott, összesen 7-szer választották a legjobbnak (1990, 1992, 1993, 2001, 2002, 2003, 2004)

- Rookie of the Year. A szezon legjobb újonca díj. Szintén ligánként ítélik oda, mivel egy karrier során csak egyszer elsőéves egy játékos, csak egyszer lehet ilyen díjat nyerni. A díj odaítélésének feltétele 130 ütéshez állás, vagy 50 ledobott inning valamint minimum 45 nap az aktív játékosok között egy MLB csapatnál. A díj történetében eddig két játékos volt, aki ugyan abban évben lett év újonca és MVP is (Fred Lynn-1975, Szuzuki Icsiró-2001) és mindössze egy dobójátékosnak sikerült emellé a díja mellé a legjobb dobóknak járó Cy Young díjat is bezsebelni (Fernando Valenzuela-1981).

- Manager of the Year. Az év legjobb edzője díjat az Amerikai Baseball Szakírók Szövetségének 28 tagja szavazza meg. 3 edzőt kell rangsorba tenniük, az első helyen megjelölt edző 5 pontot, a második helyen megjelölt 3 pontot, míg a harmadik helyen megjelölt edző 1 pontot kap. Bobby Cox volt az első edző, aki mindkét ligában meg tudta nyerni ezt a díjat (Toronto Blue Jays-1985, Atlanta Braves-1991), valamit Tony La Russával közösen négyszer tudtak nyerni ebben a kategóriában és szintén Bobby Cox volt az akinek egymás utáni években sikerült nyernie (2004, 2005).

## Legjobb ütőknek járó díjak
- Silver Bat Award. Az ezüst ütőt minden évben a legjobb ütőátlagot elért játékos kapja meg. Ennek a díjnak legeredményesebb gyűjtögetője Tony Gwynn, akinek 8 alkalommal sikerült a legjobb átlagot produkálnia, ebből négyszer zsinórban 1994 és 1997 között. A díj történetében érdekesség, hogy 3 különböző évtizedben sikerült megnyernie George Brettnek, aki 1976, 1980 és 1990 legeredményesebb ütőjátékosa volt.[1]

- Hank Aaron Award. Az év legjobb ütőjének járó díj, mely nem a puszta tényeken alapszik. A díj nyertesét ugyanis szavazással választják, jelenlegi rendszere alapján a szavazatok 70%-át a szakértők (riporterek, szakírók) a maradék 30%-át pedig a szurkolók adják. A díj eléggé fiatal, 1999-ben adták át az elsőket (NL, AL külön). Alex Rodriguez (NYY) és Barry Bonds (SF) eddig háromszor kapták ezt a díjat.

- Silver Slugger. Az ezüst ütőhöz hasonlóan a legjobb ütőátlagot elért játékost jutalmazzák ezzel a díjjal. Amiben más, az az, hogy posztonként osztják ki, tehát az adott poszton játszó játékosok közül a legjobb ütőátlaggal rendelkezők kapják. A legtöbb ilyen díjjal rendelkezők posztonként:
  - Dobó – Mike Hampton – 5
  - Elkapó – Mike Piazza – 10
  - Egyes védő – Todd Helton – 4
  - Kettes védő – Ryne Sandberg – 7
  - Hármas védő – Wade Boggs – 8
  - Shortstop – Barry Larkin – 9
  - Külső védők – Barry Bonds – 12 Manny Ramirez – 9 Tony Gwynn – 7 Ken Griffey Jr. – 7
  - Helyettesítő ütők – Edgar Martinez és Paul Molitor – 4 (Martinez nyert hármas védőként is egy díjat.)

- Edgar Martinez DH award. Csak az Amerikai Ligában elnyerhető díj, mivel a Nemzeti Liga nem használja a helyettesítő ütőket (designated hitter). A díjat 1973 óta ítélik oda, korábban Outstanding DH Award néven volt ismert, ám Edgar Martinez (Seattle Mariners) 2004-es visszavonulása után róla nevezték el. Martinez 5 alkalommal nyerte el a díjat, ám most újabb név jelent meg az ötszörös díjazottak között, David Ortiz (Boston Red Sox) személyében, aki az elmúlt 5 évben sorozatban nyerni tudott (2003-2007).

- Triple Crown "Award / Honor" in Hitting. Mint a neve is mutatja, nem tartozik az igazi díjak kategóriájába, hiszen nem odaítélik, hanem automatikusan jár. Viszont nagyon nehéz megszerezni, olyannyira, hogy a legutolsó győztesig 1967-ig kell visszatekinteni, ugyanis az odaítéléshez három kategóriában is az élen kell végezni az év végi összesítésben. Aki ilyen díjat akar magának, annak Ligájában a legtöbb hazafutást (HR), legtöbb beütött pontot (RBI) és a legjobb ütőátlagot kell nyújtania. Mivel manapság szakosodnak az ütőjátékosok a három kategóriából legalább egyben szinte biztos, hogy nem ők lesznek a legjobbak. Míg a legtöbb hazafutás általában magával hozza a legtöbb beütött pontot, addig nem feltétlenül kell hozzá a legmagasabb ütőátlag. Fontos megemlékezni a kétszeres győztesekről, hiszen valószínű örökre rekorderek maradnak. A Nemzeti Ligában kétszer Rogers Hornsbynak sikerült (1922, 1925), míg az Amerikai Ligában] Ted Williamsnek (1942, 1947). Utoljára Carl Yastrzemskinek sikerült 1967-ben.

## Legjobb dobóknak járó díjak
- Cy Young Award. Az év legjobb dobójátékosának járó díj. A díjat az Amerikai Baseball Szakírók Szövetségének tagjai ítélik oda szavazás alapján. Az első díjat 1956-ban adták át, a díj névadója Cy Young egy évvel korábbi halálára való megemlékezésül. A díj 10 évig a teljes bajnokságra vonatkozott, majd 1967-től a két ligában külön-külön osztják. A legtöbb díjat Roger Clemens nyerte, összesen 7-szer (1986, 1987, 1991, 1997, 1998, 2001, 2004).

- Rolaids Relief Man of the Year Award. A legjobb felváltó dobónak járó díj, amit statisztikai alapon adnak oda. A felváltó dobók minden győztes mérkőzésért (win) 2, minden mentésért (save) 3, míg minden elvesztett mérkőzésért (loss) -2 pont jár, 1987 óta az elpuskázott mentésekért (blown save) is -2 pontot adnak. Akinek az év végén a legtöbb pontja van a szezon végén, az megnyeri a díjat. A legtöbb ilyen díjat Dan Quisenberry (Kansas City Royals) tudja magáénak, összesen ötször kapta meg (1980, 1982-1985).

- Triple Crown "Award / Honor" in Pitching. Az ütőkéhez hasonlóan ez sem a klasszikus odaítélős díj. Szintén automatikusan jár, ha valakinek sikerül a szezon végén a legjobb kiérdemelt pont átlagot (Earned Run Average, ERA), a legtöbb győztes mérkőzést (Win), és a legtöbb strike outot (három ütőhibával kiejteni az ütőjátékost) megcsinálni a szezon végére. Mivel ezek a kategóriák sokkal jobban egymáshoz köthetők, így a dobóknál még napjainkban is találunk díjazottat. Legutóbb Jake Peavy (San Diego Padres) 2007-ben a Nemzeti ligában érte el ezt a teljesítményt, 2006-ban pedig Johan Santana (Minnesota Twins) a teljes MLB-t tekintve nyerte meg a „három koronát”.

## Legjobb védőknek járó díjak
- Gold Glove Award. A díj teljes neve Rawlings Gold Glove Award, melyet az 1957-ben alapított baseballkesztyű gyártó cég hozott létre. A díjat posztonként osztják ki, minden évben a legjobban védekező játékosok kapják. Az odaítélés statisztikán alapul, a legjobb védekezési átlaggal (fielding percentage) rendelkezők kapják. Mivel a cég több országban is jelen van, így Golden Glove néven máshol is osztanak ilyen díjat.[forrás?] A legtöbb aranykesztyűvel rendelkező játékos posztonként:
  - Dobó – Jim Kaat és Greg Maddux – 16
  - Elkapó – Ivan Rodriguez – 12
  - Egyes védő – Keith Hernandez – 11
  - Kettes védő – Roberto Alomar – 10
  - Hármas védő – Brooks Robinson – 16
  - Shortstop – Ozzie Smith – 13
  - Külső védők – Willie Mays és Roberto Clemente – 12, Al Kaline és Ken Griffey Jr – 10

## Egyéb díjak
- Comeback Player of the Year. Az év nagy visszatérője díj, melynek teljes neve 2005-től Major League Baseball Comeback Player of the Year Award presented by Viagra. A szakértők véleménye alapján felállított 6-os listán szereplő játékosokra tudnak a rajongók szavazni, aki a legtöbb szavazatot kapja az az év nagy visszatérője.
- World Series MVP Award. Az MLB döntőjének legértékesebb játékosa díj. Csak a 4 győztes mérkőzésig tartó sorozat számít bele és a nézők szavazatain alapul. Eddig egyetlenegyszer nyerte olyan játékos, aki a vesztes csapatban szerepelt, 1960-ban Bobby Richardson a New York Yankees játékosa. Reggie Jackson pedig az egyetlen, aki két különböző csapattal tudott ilyen díjat nyerni (1973 – Oakland Athletics, 1977 – New York Yankees).

- All-Star Game MVP Award. A szezon közepén rendezett gálamérkőzés legkiemelkedőbb játékosának adják át ezt a díjat. A mérkőzésen az Amerikai és a Nemzeti Liga legjobbjai mérkőznek meg egymással. 2002-ben a díj neve Ted Williams Most Valuable Player Awardra változott, a Yankees egykori klasszisáról, aki ebben az évben hunyt el. Mivel az ez évi mérkőzés döntetlen lett nem kapott senki ilyen díjat.

- This Year in Baseball Awards. A modern baseball egyik legújabb díja. Az MLB.com a nézőket kéri fel, hogy jelöljenek, majd a legtöbb jelölést kapott események közül szavazzák is meg a „győztest”. Itt nem csak játékosokra, hanem eseményekre lehet szavazni, az év legjobb védekezési játékát és az év legnagyobb bakiját is kiválaszthatják a szurkolók. A díjat 2002-től osztják.[2]

- DHL Delivery Man Of The Year Award. Az egyik legújabb díj az MLB-ben, amit a nézők szavazatai alapján a legjobb felváltó dobónak ítélnek oda. 2007-ben ezt a díjat Jonathan Pappelbon nyerte meg.[3]

- Roberto Clemente Award. Ezt a díjat az az MLB játékos kapja, aki a legtöbb jótékonysági tevékenységet folytatja az adott évben. A díjat 1971 óta adják át és 1972-ben nevezték át Roberto Clementere emlékezve, aki 1972-ben repülőszerencsétlenségben bekövetkezett haláláig támogatta a nicaraguai földrengés károsultjait.

- Branch Rickey Award. Ezt a díjat 1991-ben Coloradóban alapították, minden évben a szociálisan legérzékenyebbnek tartott játékos kapja meg.

- Clutch Performer of the Year Award. Szintén a nézők megítélésén múlik ennek a díjnak az elnyerése, no meg egy újabb lehetőség a reklámozóknak, hiszen a díj teljes nevéhez még hozzá tartozik, hogy „a Pepsi támogatásával”. A legújabb díj, 2007-ben osztották először.

- Lou Gehrig Memorial Award. Lou Gehrig egykori egyetemének, a Columbia Egyetemnek diák szövetsége a „Phi Delta Theta”, ítéli oda. A díjat az kaphatja meg, aki leginkább emlékeztet a pályán és a pályán kívül is Gerigh karakterére. Bár komolytalannak tűnhet, de ezt a díjat 1955-óta osztják ki.[4]

## Fordítás
- Ez a szócikk részben vagy egészben a baseball awards című angol Wikipédia-szócikk fordításán alapul.  Az eredeti cikk szerkesztőit annak laptörténete sorolja fel. Ez a jelzés csupán a megfogalmazás eredetét és a szerzői jogokat jelzi, nem szolgál a cikkben szereplő információk forrásmegjelöléseként.